# 1075
| [ Edytuj tabelę ]          |                                                                  |
| Książę Polski              | - 1058 Bolesław II Szczodry 1076                                 |
| Król Angkoru               | - 1066 Harszawarman III 1080                                     |
| Król Anglii                | - 1066 Wilhelm Zdobywca 1087                                     |
| Król Aragonii i Nawarry    | - 1063 Sancho Ramírez 1094                                       |
| Hrabia Barcelony           | - 1035 Rajmund Berengar I 1076                                   |
| Książę Bawarii             | - 1070 Welf I 1077                                               |
| Książę Burgundii           | - 1032 Robert I 1076                                             |
| Cesarz Bizancjum           | - 1071 Michał VII Dukas 1078                                     |
| Cesarz Chin                | - 1067 Song Shenzong 1085                                        |
| Książę Czech               | - 1061 Wratysław II 1092                                         |
| Król Danii                 | - 1074 Harald Hein 1080                                          |
| Władca Egiptu              | - 1036 Al-Mustansir 1094                                         |
| Król Francji               | - 1060 Filip I 1108                                              |
| Król Gruzji                | - 1072 Jerzy II 1089                                             |
| Hrabia Holandii            | - 1061 Dirk V 1091                                               |
| Cesarz Japonii             | - 1072 Shirakawa 1086                                            |
| Kalif                      | - 1031 Al-Ka’im 1075 - 1075 Al-Muktadi 1094                      |
| Król Kastylii              | - 1072 Alfons VI 1109                                            |
| Wielki książę Kijowa       | - 1073 Światosław II 1076                                        |
| Patriarcha Konstantynopola | - 1064 Jan VIII Ksifilinos 1075 - 1075 Kosma I Jerozolimski 1081 |
| Władca Korei               | - 1046 Munjong 1083                                              |
| Władca Maroka              | - 1070 Jusuf ibn Taszfin 1106                                    |
| Król Norwegii              | - 1066 Olaf III Pokojowy 1093                                    |
| Książę Obodrzyców          | - 1066 Krut 1093                                                 |
| Hrabia Palatynatu          | - 1061 Herman II Luksemburski 1085                               |
| Papież                     | - 1073 Grzegorz VII 1085                                         |
| Książę Saksonii            | - 1072 Magnus 1106                                               |
| Sułtan Seldżuków           | - 1072 Malikszah I 1092                                          |
| Król Szkocji               | - 1058 Malcolm III 1093                                          |
| Król Szwecji               | - 1070 Hakan Ryży i Inge I Starszy 1080                          |
| Doża Wenecji               | - 1071 Domenico Selvo 1084                                       |
| Król Węgier                | - 1074 Gejza I 1077                                              |

Rok 1075 / MLXXV
stulecia: X wiek ~
XI wiek ~
XII wiek

lata: 1065 «
1070 «
1071 «
1072 «
1073 «
1074 «
1075
» 1076
» 1077
» 1078
» 1079
» 1080
» 1085

## Wydarzenia w Polsce
- Bolesław II Szczodry zaprosił do Polski legatów papieskich, którzy założyli biskupstwo w Płocku. Odrestaurowanie archidiecezji gnieźnieńskiej.

## Wydarzenia na świecie
- 9 czerwca – wojska saskie stoczyły z wojskami cesarskimi bitwę pod Homburgiem nad rzeką Unstrut.
- Sformułowanie Dictatus Papae przez papieża Grzegorza VII zakładających dominację papiestwa nad światem chrześcijańskim, co stanowiło istotny przyczynek w sporze o inwestyturę.
- Synod w Rzymie potępił symonię i nikolaizm.
- Powołanie biskupa Mediolanu przez Henryka IV.
- Normańska inwazja na Anglię: bunt earlów przeciwko panowaniu Wilhelma Zdobywcy.

## Zmarli
- 2 kwietnia – Al-Ka’im, dwudziesty szósty kalif dynastii Abbasydów (ur. 1001)
- 2 sierpnia – Jan VIII Ksifilinos, patriarcha Konstantynopola